# Temporary Residence Limited
Temporary Residence Limited (TRL) – wytwórnia płytowa z Brooklynu. Należą do niej głównie zespoły post-rockowe. 

## Historia
Temporary Residence Limited zostało założone w Baltimore w 1996 przez Jeremiego deVine. Wytwórnia została przeniesiona najpierw do Portland, a następnie do Brooklynu. Temporary Residence Limited zyskało fanów m.in. poprzez wydawanie limitowanych edycji płyt dostępnych tylko przez subskypcję - pierwsza seria "Sounds of the Geographically Challenged" 12-calowych EP zawierała nagrania takich artystów jak Songs: Ohia, Continental OP, czy The For Carnation; w skład drugiej, "The Travels in Constants", wchodziły nagrania Low, Mogwai, Will Oldham (jako Bonny Billy), Sonna, Papa M, Songs: Ohia, Appendix Out i innych.
Jednym z najpopularniejszych zespołów należących do wytwórni jest Explosions in the Sky.

## Obecne zespoły
- The Anomoanon
- Bellini
- By The End Of Tonight
- Caroline
- Cex
- Damsel
- The Drift
- Eluvium
- Envy
- Explosions in the Sky
- Fridge
- Grails
- Howard Hello
- The Ladies
- Lazarus
- Maserati
- Miss Violetta Beauregarde
- Mono
- Nice Nice
- Parlour
- Prints
- Rumah Sakit
- Sleeping People
- Sybarite
- Tarentel

## Dawne zespoły
- Cerberus Shoal
- Halifax Pier
- Icarus
- Kammerflimmer Kollektief
- Kilowatthours
- Lumen
- Nightfist
- Sonna
- Wino
- Nero
- The 90 Day Men